# Guatemala vid världsmästerskapen i friidrott 2022
Guatemala tävlade vid världsmästerskapen i friidrott 2022 i Eugene i USA mellan den 15 och 24 juli 2022. Guatemala hade en trupp på nio idrottare, varav sex herrar och tre damer.

## Resultat

### Herrar
Gång- och löpgrenar
| Idrottare               | Gren              | Försöksheat   | Försöksheat | Final         | Final     |
| Idrottare               | Gren              | Resultat      | Placering   | Resultat      | Placering |
| ----------------------- | ----------------- | ------------- | ----------- | ------------- | --------- |
| Luis Grijalva           | 5 000 meter       | 13.14,04 0SB0 | 3 0Q0       | 13.10,44 0SB0 | 4         |
| José Alejandro Barrondo | 20 kilometer gång | —             | —           | 0DSQ0         | 0DSQ0     |
| José Oswaldo Calel      | 20 kilometer gång | —             | —           | 1:26.24       | 27        |
| José Ortiz              | 20 kilometer gång | —             | —           | 1:23.48       | 21        |
| Erick Barrondo          | 35 kilometer gång | —             | —           | 2:35.01       | 30        |
| Luis Ángel Sánchez      | 35 kilometer gång | —             | —           | 0DSQ0         | 0DSQ0     |

### Damer
Gång- och löpgrenar
| Idrottare       | Gren              | Final    | Final     |
| Idrottare       | Gren              | Resultat | Placering |
| --------------- | ----------------- | -------- | --------- |
| Maidy Monge     | 20 kilometer gång | 0DSQ0    | 0DSQ0     |
| Mirna Ortiz     | 35 kilometer gång | 2:54.00  | 15        |
| Yasury Palacios | 35 kilometer gång | 3:01.16  | 25        |